# Bleach (sezonul 13)
Bleach Sezonul 13 – Zanpakuto: Povestea Alternativă (2009-2010)
Episoadele din sezonul treisprezece al seriei anime Bleach se bazează pe seria manga Bleach de Tite Kubo. Sezonul treisprezece din Bleach, serie de anime, este regizat de Noriyuki Abe și produs de Studioul Pierrot și TV Tokyo și a început să fie difuzat pe data de 28 iulie 2009 la TV Tokyo și s-a încheiat la data de 6 aprilie 2010.
Episoadele din sezonul treisprezece al seriei anime Bleach fac referire la un complot nou cu un set de evenimente în care săbiile shinigamilor, zanpakuto, își asumă forme umane și declară război împotriva stăpânilor lor, condus de un om misterios numit Muramasa, care este un fost zanpakuto.

## Lista episoadelor
| Nr. Ep. Original | Nr. Ep. Serie | Nr. Ep. Sezon | Titlu                                                                | Apariție           |
| ---------------- | ------------- | ------------- | -------------------------------------------------------------------- | ------------------ |
| 230              | 230           | 1             | Un nou dușman! Materializarea zanpakutourilor                        | 28 iulie 2009      |
| 231              | 231           | 2             | Byakuya, dispărând cu petalele de cireș                              | 4 august 2009      |
| 232              | 232           | 3             | Sode no Shirayuki vs. Rukia! Inimă confuză                           | 11 august 2009     |
| 233              | 233           | 4             | Zangetsu devine dușman                                               | 18 august 2009     |
| 234              | 234           | 5             | Renji surprins!? Cei doi Zabimaru                                    | 25 august 2009     |
| 235              | 235           | 6             | Înfruntare! Hisagi vs. Kazeshini                                     | 1 septembrie 2009  |
| 236              | 236           | 7             | Eliberare! Noul getsuga tensho                                       | 8 septembrie 2009  |
| 237              | 237           | 8             | Sui-Feng, înconjurând zanpakutoul                                    | 15 septembrie 2009 |
| 238              | 238           | 9             | Prietenie? Ură? Haineko și Tobiume                                   | 22 septembrie 2009 |
| 239              | 239           | 10            | Trezirea lui Hyourinmaru! Lupta feroce a lui Hitsugaya               | 29 septembrie 2009 |
| 240              | 240           | 11            | Trădarea lui Byakuya                                                 | 6 octombrie 2009   |
| 241              | 241           | 12            | De dragul mândriei! Byakuya vs. Renji                                | 13 octombrie 2009  |
| 242              | 242           | 13            | Shinigami și zanpakuto, luptă totală                                 | 20 octombrie 2009  |
| 243              | 243           | 14            | Lupta unu la unu! Ichigo vs. Senbonzakura                            | 27 octombrie 2009  |
| 244              | 244           | 15            | Mult așteptata... apariție a lui Kenpachi!                           | 3 noiembrie 2009   |
| 245              | 245           | 16            | Urmărirea lui Byakuya! Brigăzile induse în eroare                    | 10 noiembrie 2009  |
| 246              | 246           | 17            | Misiune specială! Salvați-l pe Căpitanul Comandant Yamamoto!         | 17 noiembrie 2009  |
| 247              | 247           | 18            | Shinigami înșelat! Criza prăbușirii lumii                            | 24 noiembrie 2009  |
| 248              | 248           | 19            | Dragonul de gheață și dragonul de foc! Cea mai puternică înfruntare! | 1 decembrie 2009   |
| 249              | 249           | 20            | Bankaiul lui Senbonzakura! Ofensiva și defensiva lumii celor vii     | 8 decembrie 2009   |
| 250              | 250           | 21            | Omul acela, de dragul lui Kuchiki                                    | 15 decembrie 2009  |
| 251              | 251           | 22            | Istorie întunecată! Cel mai îngrozitor shinigami se naște            | 22 decembrie 2009  |
| 252              | 252           | 23            | Byakuya, adevărul din spatele trădării lui                           | 5 ianuarie 2010    |
| 253              | 353           | 24            | Adevărata identitate a lui Muramasa e dezvăluită                     | 12 ianuarie 2010   |
| 254              | 254           | 25            | Byakuya și Renji, Brigada 6 se întoarce                              | 19 ianuarie 2010   |
| 255              | 255           | 26            | Ultimul capitol - Zanpakuto: Povestea alternativă                    | 26 ianuarie 2010   |
| 256              | 256           | 27            | Furiosul Byakuya! Prăbușirea Casei Kuchiki                           | 2 februarie 2010   |
| 257              | 257           | 28            | Un nou adversar! Adevărata natură a dușmanilor sabiei                | 9 februarie 2010   |
| 258              | 258           | 29            | Șarpe neîmblânzit, maimuța torturată                                 | 16 februarie 2010  |
| 259              | 259           | 30            | Teroare! Monstrul care umblă sub pământ                              | 23 februarie 2010  |
| 260              | 260           | 31            | Concluzie!? Hisagi vs. Kazeshini                                     | 2 martie 2010      |
| 261              | 261           | 32            | Persoana cu abilitatea necunoscută! Orihime e țintită                | 9 martie 2010      |
| 262              | 262           | 33            | Haineko strigă! Dușmanul tragic al sabiei!                           | 16 martie 2010     |
| 263              | 263           | 34            | Capturare!? Senbonzakura și Zabimaru                                 | 23 martie 2010     |
| 264              | 264           | 35            | Lupta femelelor? Katen Kyokotsu vs. Nanao!                           | 30 martie 2010     |
| 265              | 265           | 36            | Evoluție!? Amenințarea ultimului dușman al sabiei                    | 6 aprilie 2010     |